# توچرزا
توچرزا (به لاتین: Tuchorza) یک منطقهٔ مسکونی در لهستان است که در Gmina Siedlec واقع شده‌است.

## خصوصیات
توچرزا ۹۸۹ نفر جمعیت دارد و ۶۰ متر بالاتر از سطح دریا واقع شده‌است.